# Estação Blanche
Blanche é uma estação da linha 2 do Metrô de Paris, localizada na fronteira do 9.º e do 18.º arrondissements de Paris.

## Localização
A estação está situada no boulevard de Clichy, a leste da place Blanche.

## História
A estação foi aberta em 21 de outubro de 1902, duas semanas após a extensão da linha 2 Nord (atual linha 2) entre Étoile e o terminal provisório de Anvers. Até então, os trens atravessavam sem parar na estação.
Deve o seu nome à place Blanche, sob a qual está situada, bem como à rue Blanche que desce para o sul em direção à place d'Estienne-d'Orves. Essa rua era antes atravessada por carros carregados de gesso em proveniência do estucador de Montmartre, que deixavam por trás rastros de pó embranquecendo o bairro.
Da década de 1950 até 2010, os pés-direitos são revestidas de uma cambagem metálica com montantes horizontais azuis e quadros publicitários dourados iluminados. Antes da sua remoção para a renovação da estação como parte do programa "Renouveau du métro" da RATP, foi completado com assentos "coque" característicos do estilo "Motte", em branco.
Em 2011, 4 252 071 passageiros entraram nesta estação. Ela viu entrar 4 251 153 passageiros em 2013, o que a coloca na 113ª posição das estações de metrô por sua frequência.

## Serviços aos passageiros

### Acessos

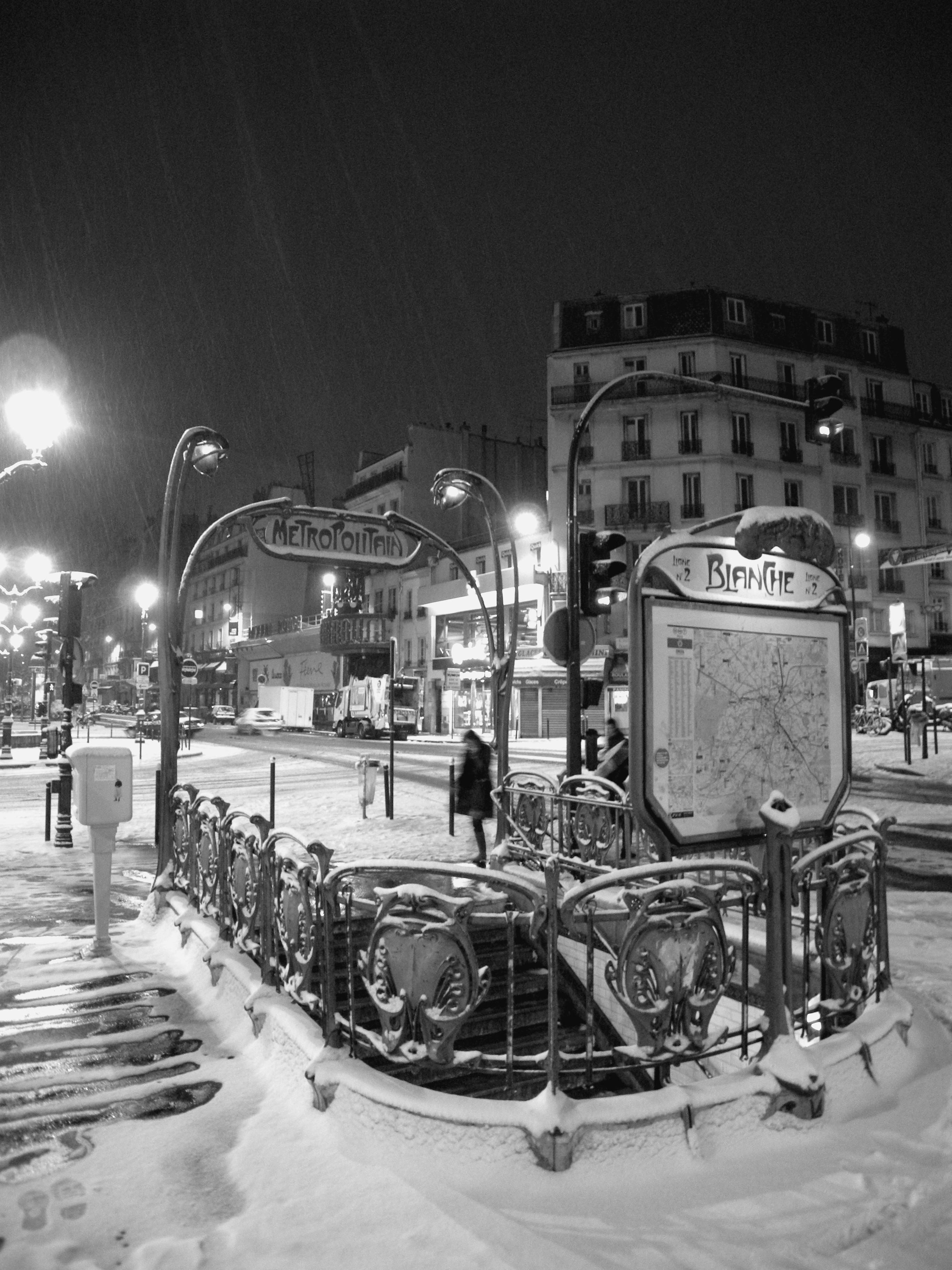
A entrada da estação no inverno (fevereiro de 2009).

A estação tem uma única escada de acesso que leva ao terrapleno, de frente para o 59, boulevard de Clichy. Os elementos subsistentes desse acesso, constituídos de uma edícula Guimard, foram inscritos ao título dos monumentos históricos pelo decreto de 29 de maio de 1978.

### Plataformas
Blanche é uma estação de configuração padrão: ela possui duas plataformas laterais separadas pelas vias do metrô e a abóbada é elíptica. A decoração é do estilo utilizado pela maioria das estações de metrô: as faixas de iluminação são brancas e arredondadas no estilo "Gaudin" da renovação do metrô da década de 2000, e as telhas em cerâmica brancas biseladas recobrem os pés-direitos, a abóbada, os tímpanos e as saídas dos corredores. Os quadros publicitários são em cerâmica branca e o nome da estação é inscrito na fonte Parisine em placas esmaltadas. Os assentos são do estilo "Akiko" de cor laranja.

### Intermodalidade
A estação é servida pelas linhas 30, 54, 68, 74 e pela linha de vocação turística OpenTour da rede de ônibus RATP e, à noite, pelas linhas N01 e N02 da rede Noctilien.

## Pontos turísticos
- Moulin Rouge